# Idioma shenwa
El shenwa (en shenwa Haqbaylit̠; en árabe, شناوية; en francés, Chenoua o Chenoui) es una lengua bereber septentrional, perteneciente a las lenguas zenati, hablada en la región del Monte de Chenoua (Jebel Chenoua) en Argelia, justo al oeste de la capital, y en las provincias de Tipasa (incluyendo la ciudad de Cherchell) y Chlef. El habla de Jebel Chenoua es mutuamente comprensible, con la de sus vecinos de Ait Menaser y Beni Haoua, y los dos son tratados como un solo idioma. Hay cerca de 76 000 hablantes. El idioma shenwa incluye al dialecto sheliff.

## Fonología
A juzgar por Laoust (cuyo trabajo sobre el lenguaje precede a la fonología sistemática), el Shenwa tiene los siguientes sonidos, los cuales están dados en el Alfabeto Fonético Internacional, junto con las diferentes representaciones en el estándar argelino de ortografía latina para lenguas Bereberes en corchetes angulares ⟨ ⟩:

### Las consonantes
|             | Labial | Dental      | Dental | Alveolar | Alveolar | Palato-alveolar | consonante velar | consonante uvular | consonante faríngea | consonante glotal |
| llano       | Labial | pharyn.     | llano  | pharyn.  |          | Palato-alveolar | consonante velar | consonante uvular | consonante faríngea | consonante glotal |
| ----------- | ------ | ----------- | ------ | -------- | -------- | --------------- | ---------------- | ----------------- | ------------------- | ----------------- |
| Parada      | b      | t d         | tˤ ⟨ṭ⟩ |          |          |                 | k g              | q                 |                     |                   |
| Africada    |        |             |        | ts ⟨ţ⟩   |          | tʃ ⟨č⟩ dʒ ⟨ğ⟩   |                  |                   |                     |                   |
| Fricativa   | f      | θ ⟨ṯ⟩ ð ⟨ḏ⟩ | ðˤ ⟨ḍ⟩ | s z      | sˤ ⟨ṣ⟩   | ʃ ⟨c⟩ ʒ ⟨j⟩     | x ⟨ḵ⟩            | χ ⟨x⟩ ʁ ⟨γ⟩       | ħ ⟨ḥ⟩ ʕ ⟨ε⟩         | h                 |
| Nasal       | m      | n           |        |          |          |                 |                  |                   |                     |                   |
| Aproximante | w      | l           |        |          |          | j ⟨y⟩           |                  |                   |                     |                   |
| Trino       |        | r           |        |          |          |                 |                  |                   |                     |                   |

La comparación con otras lenguas Bereberes sugiere que la transcripción de Laoust puede haber fallado al distinguir ciertos sonidos, en particular faringealizados /zˤ/.

### Vocales
/a/, /i/, /u/, /ə/. La ⟨o⟩ de Laoust aparece diversamente indicando labialización (/ʷ/) o un alofono de /u/.

## Gramática

### Los sustantivos
Los sustantivos masculinos comienzan con a-, i-, u- (en singular) – como todas las lenguas bereberes – o más raramente con una consonante (a menudo correspondiente con la a- en otros idiomas.) Ejemplos: ayḏi "perro"; fus "mano"; iri "cuello"; urṯu "jardín". Su plural es por lo general en i-...-en (por ejemplo, ameţin "muerte" → imeţinen), pero una variedad de otras formas plurales (por ejemplo, i-...-an, i-...-wen, i-...awen, i-...-en, i-...-a-), a veces acompañados por apofonía interna, se encuentran también: por ejemplo, ijiḏer "águila" → ijuḏar, iṯri "estrella" → iṯran, afer "ala" → ifrawen, icer "uña" → icaren.
Los sustantivos femeninos comienzan con h- (originalmente t), y por lo general terminan con -t o -ṯ: hagmarṯ "mare", hesa "hígado". Algunos sustantivos femeninos han perdido el h-: malla "tórtola". Un sustantivo masculino puede ser hecho diminutivo por el femenino añadiendo afijos: afus "mano" → hafust "manita". Los plurales de los sustantivos femeninos son del mismo tipo que los masculinos, pero añadiendo h- en el principio y usando -in  en vez de -en: hakṯemţ "femenino" → hikṯemin, harract "niña" → harracin, huqiṯ "piedra" → huqay, hawleliṯ "araña" → hiwlela.

### Los adjetivos
Los adjetivos concuerdan en número y género con el sustantivo, y se forman de la misma manera: por ejemplo, amellal "blanco", azegrar "largo", azaim "bueno". La partícula d se usa antes de los adjetivos en determinados contextos (incluyéndola como una cópula), de la misma manera como en el idioma cabilio.

### Los números
Como en Cabila, sólo los dos primeros números son Bereberes; para números más altos, se utilizan los árabes. Son iğ (f. ict) "uno", sen (f. senat) "dos". El sustantivo se cuentan de la siguiente manera en el genitivo: senat n ţuwura "dos puertas".
"Primero" y "último" son, respectivamente, amezgaru y aneggaru (adjetivos regulares). Otros ordinales se forman con el prefijo wis (f. his): wis sen "segundo (m.)", his telata "tercera (f.)", etc.

### Los pronombres
Los pronombres personales básicos del Shenwa son como los de la tabla inferior. El género se distingue en todos los casos, excepto en la primera persona.
| Español          | Independiente de la forma | Posesivo | Objeto directo               | Objeto indirecto | El objeto de la preposición | Tema de pretérito del verbo | Tema del verbo aoristo | Sujeto imperativo del verbo |
| ---------------- | ------------------------- | -------- | ---------------------------- | ---------------- | --------------------------- | --------------------------- | ---------------------- | --------------------------- |
| Yo               | neč, nečinţin             | -inu     | -yo                          | -ay              | -yo                         | -egh                        | a-...-egh              |                             |
| tú(m. sg.)       | cek, cekinţin             | -nnek    | -c, -ico, -icek              | -ak              | -ek                         | h-...-d                     | - ah...-d              | -                           |
| tú (f. sg.)      | cem, cemminţin            | -nnem    | -cem, la icem                | -am              | -em                         | h-...-d                     | - ah...-d              | -                           |
| él               | neţa, neţan               | -nnes    | -t, -, - h                   | -como            | -es                         | i-                          | ay-                    |                             |
| ella             | neţat                     | -ennes   | -ţ, -iţ                      | -como            | -es                         | h-                          | ah-                    |                             |
| nosotros         | necnin                    | -nnegh   | -negh, -ghen                 | -anegh, -aghen   | -negh                       | n-                          | ann-...(-t)            |                             |
| ustedes (m. pl.) | kennim                    | -nnwen   | -kem, -ikem                  | -awen            | -wen                        | h-...-m                     | - ah...-m              | -t                          |
| ustedes (f. pl.) | kennimţ                   | -nnwenţ  | -kemţ, -ikemţ                | -awenţ           | -wenţ                       | h-...-mţ                    | - ah...-mţ             | -mţ                         |
| ellos (m.)       | nahnin                    | -nsen    | -ten-iten, -gallina, -ihen   | -asen            | -nee                        | -n                          | a-...-n                |                             |
| ellas (f.)       | nahninţ                   | -nsenţ   | -tenţ, -itenţ, -henţ, -ihenţ | -asenţ           | -senţ                       | -nţ                         | a-...-nţ               |                             |

E basic demostrativos adjetivos -un "este" (también -ay, -ad; -ax para media distancia), -en "que", -enni "de la ya mencionada". Los pronombres demostrativos son: